# Bureau of Indian Affairs Police
Die Bureau of Indian Affairs Police, normalerweise BIA Police genannt, ist eine Strafverfolgungsbehörde der Vereinigten Staaten von Amerika. Als Teil des Bureau of Indian Affairs (BIA) untersteht die BIA-Police dem Innenministerium. Die BIA stellt Polizeieinheiten für 43 Indianerreservate, die über keine eigene Polizei verfügen. Des Weiteren unterstützt und finanziert sie weitere 165 Polizeieinheiten, die formell aber den Reservatsregierungen unterstehen. Die Zentralverwaltung befindet sich in Albuquerque, New Mexico.
Organisatorisch ist die BIA Police in sechs Regionen eingeteilt. Die meisten Beamten der BIA-Police werden von Mitgliedern der Indianer-Stämme gestellt.
Die 43 direkt unterstellten Polizeibehörden werden vom Innenministerium gestellt. Das Personal der anderen Einheiten stellen Angestellte der Stammes-Regierungen. Es kommt aber auch vor, dass BIA-Beamte diese unterstützen, Beispiel Pine Ridge 2008.